# Municipio de Guane
Municipio de Guane är en kommun i Kuba.   Den ligger i provinsen Provincia de Pinar del Río, i den västra delen av landet, 200 km sydväst om huvudstaden Havanna. Antalet invånare är 35 893. Arean är 717 kvadratkilometer.
Terrängen i Municipio de Guane är platt åt sydväst, men åt nordost är den kuperad.